# Naby Keïta
Naby Laye Keïta (sinh ngày 10 tháng 2 năm 1995) là một cầu thủ bóng đá chuyên nghiệp người Guinée hiện đang thi đấu ở vị trí tiền vệ trung tâm cho câu lạc bộ Bundesliga Werder Bremen và là đội trưởng của đội tuyển bóng đá quốc gia Guinée.
Keïta bắt đầu sự nghiệp chuyên nghiệp của mình với câu lạc bộ chơi ở Ligue 2 là FC Istres vào năm 2013 và một năm sau, anh chuyển đến Red Bull Salzburg, nơi anh đã giành cú đúp Bundesliga của Áo và Cúp bóng đá Áo trong cả hai mùa giải của mình. Sau đó, anh chuyển đến RB Leipzig vào năm 2016, nằm trong đội bóng Bundesliga tiêu biểu của mùa giải trong năm đầu tiên và đội hình UEFA Europa League của mùa giải năm thứ hai. Anh đã đồng ý gia nhập Liverpool vào năm 2017 và hoàn thành việc chuyển sang một năm sau đó, giành UEFA Champions League trong mùa giải đầu tiên của anh ấy ở câu lạc bộ.
Keïta ra mắt công chúng quốc tế khi chơi cho Guinée vào năm 2013. Anh đã ra sân hơn 50 trận và là một phần từ đội hình của họ tại Cúp bóng đá châu Phi năm 2015, 2019 và 2021.

## Sự nghiệp câu lạc bộ

### FC Istres
Keïta gia nhập câu lạc bộ quê hương Horoya AC năm 9 tuổi. Anh chuyển đến Pháp vào năm 2012, gia nhập đội trẻ của FC Istres sau những thử thách không thành công tại FC Lorient và Le Mans FC.
Năm 2013, anh được thăng hạng đội chính của Istres. Anh ra mắt Ligue 2 vào ngày 22 tháng 11 năm 2013 khi đấu với Nîmes Olympique. Anh ấy đã ghi 11 bàn sau 23 trận trong mùa giải đầu tiên với tư cách là cầu thủ chuyên nghiệp, trong khi đội của anh ấy đã xuống hạng Championnat National.

### Red Bull Salzburg

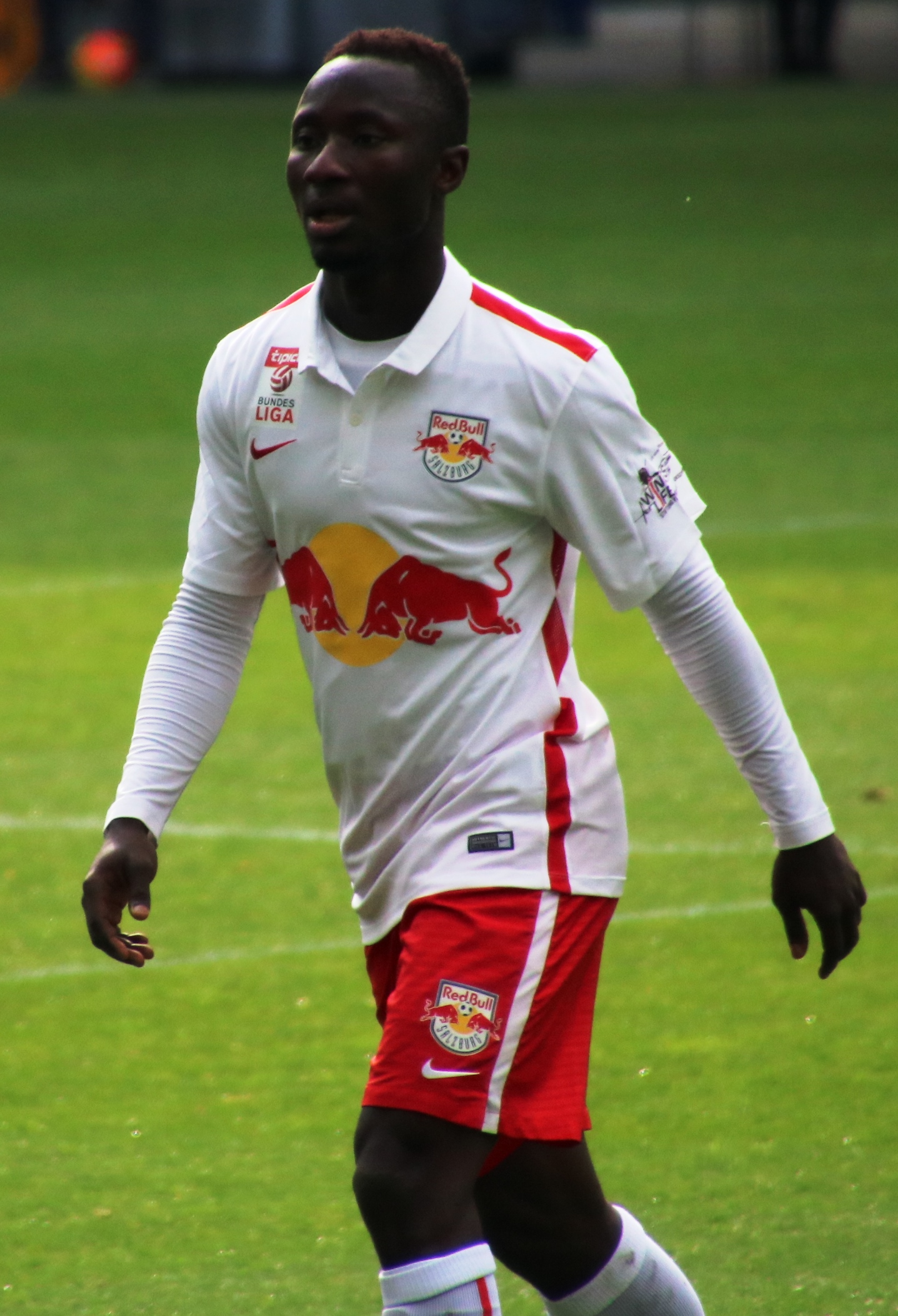
Keïta với Red Bull Salzburg năm 2016

Năm 2014, anh gia nhập đội bóng hàng đầu của Áo Red Bull Salzburg. Anh ấy đã ra mắt giải đấu vào ngày 26 tháng 7 năm 2014 trước đối thủ Wiener Neustadt. Keïta kết thúc mùa giải với năm bàn thắng và hai pha kiến tạo sau 30 trận, giành chức vô địch và cúp đôi. Mùa giải tiếp theo, anh được chọn là Cầu thủ xuất sắc nhất Bundesliga của Áo.

### RB Leipzig
Vào tháng 6 năm 2016, Keïta chuyển đến câu lạc bộ chị em Red Bull Salzburg là RB Leipzig, đội mới thăng hạng lên Bundesliga. Anh ấy đã ghi bàn thắng trong trận ra mắt giải đấu với Borussia Dortmund và ghi bảy bàn thắng trong mùa giải Bundesliga đầu tiên của anh. Anh có tên trong đội hình của mùa giải.
Keïta đã có tên trong đội hình của mùa giải UEFA Europa League 2017-18, trong đó đội của anh là tứ kết.

### Liverpool
Ngày 28 tháng 8 năm 2017, một thỏa thuận đã được ký kết để Keïta gia nhập Liverpool vào ngày 1 tháng 7 năm 2018 sau khi câu lạc bộ kích hoạt điều khoản giải phóng 75 triệu bảng ngoài việc trả một khoản phí bảo hiểm không được tiết lộ. Sẽ không có phí bảo hiểm (tổng cộng 48 triệu bảng) nếu Leipzig không đủ điều kiện tham gia bóng đá châu Âu, 4,75 triệu bảng (tổng cộng 52,75 triệu bảng) nếu họ đủ điều kiện tham dự Europa League và 11 triệu bảng (tổng cộng 59 triệu bảng) nếu họ lên Champions League. Leipzig kết thúc tại vị trí thứ 6 tại Bundesliga, đủ điều kiện tham dự Europa League.
Khi gia nhập Liverpool, anh được huyền thoại Steven Gerrard của Liverpool trao chiếc áo số 8 đã bị bỏ trống khi Gerrard tới LA Galaxy vào năm 2015. Keïta ra mắt Liverpool trong trận gặp West Ham United vào ngày 12 tháng 8 năm 2018 và đóng một phần trong bàn thắng mở tỷ số cho Mohamed Salah trong chiến thắng 4-0.
Ngày 5 tháng 4 năm 2019, Keïta đã ghi bàn thắng đầu tiên cho Liverpool trong chiến thắng 3-1 trước Southampton và thêm một bàn tại châu Âu đầu tiên bốn ngày sau đó khi đối đầu FC Porto ở trận tứ kết lượt đi UEFA Champions League. Anh bị thương vào tháng 5 năm 2019, làm anh bị loại ra khỏi phần còn lại của mùa giải. Mặc dù vậy, anh cùng đồng đội giành được Premier League sau nhiều năm chờ đợi. Anh chơi không quá nổi bật trong hai mùa giải cuối cùng của mình, nên vào ngày 17 tháng 5 năm 2023, Liverpool xác nhận anh chính thức chia tay câu lạc bộ sau 5 năm gắn bó.

### Werder Bremen
Ngày 9 tháng 6 năm 2023, Keita chính thức ký hợp đồng gia nhập câu lạc bộ Werder Bremen dưới dạng chuyển nhượng tự do.

## Sự nghiệp quốc tế
Vào ngày 28 tháng 7 năm 2013, Keïta đã ra mắt quốc tế cho đội tuyển quốc gia Guinée trước đối thủ Mali trong một trận đấu thuộc vòng loại Giải vô địch các quốc gia châu Phi 2014. Anh vào sân thay cho Naby Laye Camara trong chiến thắng 1-0 trên sân nhà.
Anh được đưa vào đội hình 23 người của Michel Dussuyer cho Cúp bóng đá châu Phi 2015 ở Guinea Xích đạo. Trong trận mở màn với Bờ Biển Ngà, anh đã bị đánh vào mặt bởi Gervinho sau bị đuổi khỏi sân.
Vào ngày 12 tháng 11 năm 2015, anh đã ghi bàn thắng quốc tế đầu tiên của mình tại Namibia trong trận lượt đi Vòng 2 Vòng loại FIFA World Cup 2018. Ba ngày sau trong trận lượt về - tại Maroc do đại dịch virus Ebola ở Guineé- anh đã ghi bàn trở lại trong chiến thắng 2-0.

## Phí giả mạo tài liệu

Vào mùa thu 2017, Keïta bị buộc tội thốt ra những tài liệu sai lệch. Tờ báo Bild của Đức đưa tin, vào đầu tháng 12 năm 2016 và sáu tuần sau, anh ta đã xuất trình hai bằng lái xe Guineé giả để lấy bằng lái xe ở Đức. Tòa án quận ở Leipzig (Amtsgericht Leipzig) đã phạt anh 415.000 euro, dựa trên bản án về thu nhập hàng năm ước tính của Keïta khoảng 3 triệu euro. Luật sư của Keïta đã nộp đơn kháng cáo. Tòa phúc thẩm giảm án phạt xuống 250.000 euro.

## Cách chơi
The Guardian viết, Nick Ames và Nick Miller mô tả Keïta như là "một ngòi nổ, tiền vệ trung tâm kiểu tiền vệ đa năng," như N'Golo Kanté. Tuy nhiên, họ cũng lưu ý rằng anh ta có thể phân phối bóng với phạm vi và độ chính xác và ghi bàn, điều này thay vào đó thường xuyên khiến anh ta bị so sánh với cựu cầu thủ chơi ở vị trí tiền đạo phòng ngự người Brasil gốc Bồ Đào Nha Deco. David Usher của ESPN FC đã mô tả Keïta là một tiền vệ năng nổ, có phẩm chất phòng ngự tốt, điều này cũng cho phép anh ta đóng vai trò trấn giữ nếu cần thiết. Usher tiếp tục lưu ý rằng Keïta "nhanh nhẹn, khéo léo, sáng tạo và trực tiếp can thiệp. Anh ấy có thể rê bóng, chuyền bóng và sút bóng, và anh ấy thường xuyên tạo ra những thói quen ngoạn mục."

## Thống kê sự nghiệp

### Câu lạc bộ
Tính đến 25 tháng 2 năm 2023
| Câu lạc bộ           | Mùa giải            | Giải đấu            | Giải đấu | Giải đấu | Cúp  | Cúp | Cúp liên đoàn | Cúp liên đoàn | Châu Âu | Châu Âu | Khác | Khác | Tổng cộng | Tổng cộng |
| Câu lạc bộ           | Mùa giải            | Hạng                | Trận     | Bàn      | Trận | Bàn | Trận          | Bàn           | Trận    | Bàn     | Trận | Bàn  | Trận      | Bàn       |
| -------------------- | ------------------- | ------------------- | -------- | -------- | ---- | --- | ------------- | ------------- | ------- | ------- | ---- | ---- | --------- | --------- |
| FC Istres            | 2013-14             | Ligue 2             | 23       | 4        | 0    | 0   | —             | —             | —       | —       | —    | —    | 23        | 4         |
| FC Red Bull Salzburg | 2014-15             | A. Bundesliga       | 30       | 5        | 4    | 0   | —             | —             | 10      | 1       | —    | —    | 44        | 6         |
| FC Red Bull Salzburg | 2015-16             | A. Bundesliga       | 29       | 12       | 5    | 2   | —             | —             | 3       | 0       | —    | —    | 37        | 14        |
| FC Red Bull Salzburg | Tổng cộng           | Tổng cộng           | 59       | 17       | 9    | 2   | —             | —             | 13      | 1       | 0    | 0    | 81        | 20        |
| RB Leipzig           | 2016-17             | Bundesliga          | 31       | 8        | 1    | 0   | —             | —             | —       | —       | —    | —    | 32        | 8         |
| RB Leipzig           | 2017-18             | Bundesliga          | 27       | 6        | 2    | 1   | —             | —             | 10      | 2       | —    | —    | 39        | 9         |
| RB Leipzig           | Tổng cộng           | Tổng cộng           | 58       | 14       | 3    | 1   | —             | —             | 10      | 2       | 0    | 0    | 71        | 17        |
| Liverpool            | 2018-19             | Premier League      | 25       | 2        | 1    | 0   | 1             | 0             | 6       | 1       | 0    | 0    | 33        | 3         |
| Liverpool            | 2019-20             | Premier League      | 18       | 2        | 0    | 0   | 2             | 0             | 4       | 1       | 3    | 1    | 27        | 4         |
| Liverpool            | 2020–21             | Premier League      | 10       | 0        | 0    | 0   | 1             | 0             | 4       | 0       | 1    | 0    | 16        | 0         |
| Liverpool            | 2021–22             | Premier League      | 23       | 3        | 4    | 0   | 3             | 0             | 10      | 1       | —    | —    | 40        | 4         |
| Liverpool            | 2022–23             | Premier League      | 8        | 0        | 3    | 0   | 1             | 0             | 0       | 0       | 1    | 0    | 13        | 0         |
| Tổng cộng            | Tổng cộng           | Tổng cộng           | 84       | 7        | 8    | 0   | 8             | 0             | 24      | 3       | 5    | 1    | 129       | 11        |
| Tổng cộng sự nghiệp  | Tổng cộng sự nghiệp | Tổng cộng sự nghiệp | 224      | 42       | 21   | 3   | 8             | 0             | 47      | 6       | 5    | 1    | 305       | 52        |

1. ↑  4 trận ở Champions League; 6 trận và 1 bàn ở Europa League
2. ↑  2 trận ở Champions League và 1 trận ở Europa League
3. ↑  2 trận và bàn thắng ở Champions League; 5 trận ở Europa League
4. 1 2 3 4  Các trận ở UEFA Champions League
5. ↑  1 trận ở FA Community Shield, 2 trận và 1 bàn thắng ở FIFA Club World Cup
6. 1 2  Các trận FA Community Shield

### Quốc tế
Tính đến 14 tháng 6 năm 2023
| Guinée    | Guinée | Guinée |
| Năm       | Trận   | Bàn    |
| --------- | ------ | ------ |
| 2013      | 1      | 0      |
| 2014      | 7      | 0      |
| 2015      | 9      | 2      |
| 2016      | 4      | 0      |
| 2017      | 5      | 3      |
| 2018      | 4      | 0      |
| 2019      | 6      | 1      |
| 2020      | 3      | 3      |
| 2021      | 5      | 0      |
| 2022      | 6      | 3      |
| 2023      | 3      | 1      |
| Tổng cộng | 53     | 12     |

### Bàn thắng quốc tế
Điểm số và kết quả liệt kê bàn thắng của Guinea trước tiên.
| STT | Ngày                 | Địa điểm                                                    | Đối thủ      | Tỉ số | Kết quả | Trận                               |
| --- | -------------------- | ----------------------------------------------------------- | ------------ | ----- | ------- | ---------------------------------- |
| 1   | 14 tháng 12 năm 2012 | National Sân vận động quốc gia, Freetown, Sierra Leone      | Sierra Leone | 1–0   | 1–1     | Giải vô địch bóng đá châu Phi 2014 |
| 2.  | 12 tháng 11 năm 2015 | Sân vận động Sam Nujoma, Windhoek, Namibia                  | Namibia      | 1–0   | 1–0     | Vòng loại World Cup 2018           |
| 3.  | 15 tháng 11 năm 2015 | Sân vận động Mohamed V, Casablanca, Maroc                   | Namibia      | 2–0   | 2–0     | Vòng loại World Cup 2018           |
| 4.  | 10 tháng 6 năm 2017  | Sân vận động Bouaké, Bouaké, Bờ Biển Ngà                    | Bờ Biển Ngà  | 3–2   | 3–2     | Vòng loại CAN 2019                 |
| 5.  | 31 tháng 8 năm 2017  | Sân vận động 28 tháng 9, Conakry, Guinée                    | Libya        | 1–0   | 3–2     | Vòng loại World Cup 2018           |
| 6.  | 7 tháng 10 năm 2017  | Sân vận động 28 tháng 9, Conakry, Guinée                    | Tunisia      | 1–0   | 1–4     | Vòng loại World Cup 2018           |
| 7.  | 14 tháng 11 năm 2019 | Sân vận động 26 tháng 3, Bamako, Mali                       | Mali         | 1–1   | 2–2     | Vòng loại CAN 2021                 |
| 8.  | 15 tháng 11 năm 2020 | Sân vận động Thể thao Idriss Mahamat Ouya, N'Djamena, Tchad | Tchad        | 1–0   | 1–1     | Vòng loại CAN 2021                 |
| 9   | 6 tháng 1 năm 2022   | Sân vận động Amahoro, Kigali, Rwanda                        | Rwanda       | 2–0   | 2–0     | Giao hữu                           |
| 10  | 18 tháng 1 năm 2022  | Sân vận động Ahmadou Ahidjo, Yaoundé, Cameroon              | Zimbabwe     | 1–2   | 1–2     | CAN 2021                           |

## Thống kê danh hiệu
Red Bull Salzburg
- Giải bóng đá vô địch quốc gia Áo: 2014-15, 2015-16[cần dẫn nguồn]
- Cúp bóng đá Áo: 2014-15, 2015-16[cần dẫn nguồn]

Liverpool
- Premier League: 2019–20
- FA Cup: 2021–22
- EFL Cup: 2021–22
- FA Community Shield: 2022
- UEFA Champions League: 2018-19[34]
- UEFA Super Cup: 2019
- FIFA Club World Cup: 2019

Cá nhân
- Đội hình Bundesliga xuất sắc nhất mùa giải: 2016-17[9]
- Đội hình UEFA Europa League của mùa giải: 2017-18[10]
- Đội xuất sắc nhất mùa giải của CAF: 2018[35]
- Cầu thủ xuất sắc nhất năm tại Guinée: 2015[36]
- Cầu thủ Austrian Bundesliga của năm: 2015-16 [36]